# Nathalie Choux
Nathalie Choux, née le 6 février 1967 à Nancy, est une auteure et illustratrice de littérature jeunesse.

## Biographie
Nathalie a été formée aux Arts appliqués à Paris, puis pendant un an à l'École Nationale de Marionnettes de Prague. De retour à Paris, elle entre au Arts décoratifs de Paris, filière illustration. Diplôme en poche , elle devient ensuite illustratrice pour l'édition, la presse jeunesse, l'édition de jeu et la publicité,... Parallèlement, elle choisit la céramique pour développer son univers en volume. Elle vit à présent à Montreuil, et sa maison lui sert également d'atelier.

## Ouvrages
Elle a illustré et écrit de nombreux livres,,.

### Autrice et illustratrice
- Mes amis de la rue, Éditions Mango, 1996
- Lilicat, Albin Michel Jeunesse, 2001
- Quelles fleurs pour le dire, L'Ampoule, 2003
- Le loup et les sept chevreaux, Milan, 2007
- L'incroyable catalogue de Noël, avec Rémi Saillard et Mandana Sadat, Syros, 2007
- H-I, L'édune, 2008
- Les trois petits cochons, Tourbillon, 2008
- Mon imagier des vêtements, Nathan, 2011
- Mon imagier des contraires, Nathan, 2012
- Mon imagier du jardin, Nathan, 2012
- Mes animaux câlins, Milan, 2014
- Mon imagier des jouets, Nathan, 2014
- Mon imagier des animaux familiers, Nathan, 2014
- Mon imagier du chantier, Nathan, 2015
- Mon imagier de la forêt, Nathan, 2015
- Je joue mes comptines de Noël au piano, Gallimard Jeunesse, 2018
- La moufle, Milan, 2019
- Les animaux de la mer, Milan, 2019
- Cap de nous faire rire ?, Milan, 2019

### Illustratrice
- Mémé Papouche marche au super, texte de Claire Dérouin, Syros, 1993
- (de) Prinzessin Mislim, texte de Véréna Vondrak, Neuer Breitschopf Verlag, 1993
- Polochon, le cochon qui portait des caleçons, texte de Jean-Loup Craipeau
- Voyage en Illusia, texte de Ghislaine Beaudout, Seuil Jeunesse, 1999, Mango, 1994
- Matin, midi et soir, texte de Ghislaine Beaudout, Seuil Jeunesse, 2000
- Madame Dondon, texte de Michel Piquemal, Albin Michel Jeunesse, 2000
- Gaston, ni oui ni non, texte de Karine-Marie Amiot, Nathan, 2002
- Comptines des petites bêtes, texte de Sylvie Fournout, Bayard Jeunesse, 2003
- Au panier !, texte de Henri Meunier, du Rouergue, 2004
- Tout le monde s'embrasse sauf moi, texte de Alex Cousseau, Éditions du Rouergue, 2004
- Et toi, tu es Français ou étranger ? La nationalité, la nation et l'identité, texte de Édith de Cornulier-Lucinière, Autrement, 2005
- Toutes les réponses au questions que vous ne vous êtes jamais posées, texte de Philippe Nessmann, Palette..., 2005
- Tous les pipis, texte de Frédérique Loew, Milan Jeunesse, 2006
- Déguisés en rien, texte de Alex Cousseau, du Rouergue, 2006
- Nioui et Ninon, texte de Annie Agopian, du Rouergue, 2006
- Quand viendra l'hiver, texte de Josette Gontier, Albin Michel Jeunesse, 2005
- Premier jour d'école, texte de Corinne Dreyfuss, Thierry Magnier, 2007
- Un rhinocéros amoureux pèse-t-il plus lourd qu'un rhinocéros tout court ?, texte de Alex Cousseau, Sarbacane, 2007
- Les Mammouths, les Ogres et les Extraterrestres et ma petit sœur, texte de Alex Cousseau, Sarbacane, 2008
- Le Chaperon rouge, texte de Charles Perrault, Thierry Magnier, 2008
- Entrée, plat, dessert, texte de Joseph Jacquet, Albin Michel Jeunesse, 2009
- Le Livre qui fait parler les parents et les enfants de 3 à 6 ans, texte de Sophie Coucharrière, ill. Clotilde Perrin, Flammarion jeunesse, 2009
- Les poissons savent-ils nager ?, texte de Alex Cousseau, Sarbacane, 2009
- Des kilomètres de ficelle, texte de Alex Cousseau, éditions Sarbacane, 2010
- Loup ne sait pas s'habiller, texte de Nadine Brun-Cosme, Flammarion jeunesse, 2011
- L'Énigme du Père Noël, texte de Stephane Daniel, Gallimard Jeunesse, 2011
- Blanche[6], texte Anne Cortey et Françoise de Guibert, Hélium, 2011
- Tout le monde veut voir la mer, texte de Agnès de Lestrade, du Rouergue, 2011
- Les amis de Malou, texte de Nadine Brun-Cosme, Nathan, 2012
- Poucette, traduit par Catherine-Lise Dubost, Milan, 2012
- Hansel et Gretel, texte par Emmanuelle Cabrol, Milan 2012
- Mon grand-père devenu ours[7],[8], texte Alex Cousseau, Sarbacane, 2012
- La Girafe qui voulait voir la banquise, texte de Natalie Zimmermann, Nathan, 2012
- Le Dîner du grillon[9], texte de Astrid Desbordes, Autrement, 2012
- De vrais amis, texte de Anne-Gaëlle Balpe, Gallimard Jeunesse, 2012
- Un cochon, un petit nuage, texte de Alain Serres, Rue du Monde, 2013
- L'Ogresse poilue, texte de Fabienne Morel et Debora Di Gilio, Syros, 2013
- La Poulette et les Trois maisonnettes, texte de Fabienne Morel et Debora Di Gilio, Syros, 2013
- Loup ne sait pas quel jour on est[10], texte de Nadine Brun-Cosme, Flammarion jeunesse, 2013
- La Voiture de Groucho[11], texte de Michèle Moreau, composition Antoine Delecroix et Gibus, raconté par Olivier Saladin, Didier jeunesse, 2014 - album-CD
- Le Chachatatutu et le Phénix, texte de Jean-Louis Le Craver, Syros, 2014
- Zou Caribou, texte Marie-Sabine Roger, Sarbacane, 2014
- Bouc Cornu, Biquette et ses biquets, texte de Fabienne Morel et Debora Di Gilio, Syros, 2014
- Les Cinq sens, texte de Adèle Ciboul, Nathan, 2015
- C'est demain dimanche, texte de Philippe Soupault, Rue du monde, 2015
- Ouvre la porte de mon école, texte de Mim, Albin Michel Jeunesse, 2015
- Ouvre la porte, texte de Mim, Albin Michel Jeunesse, 2015
- Debout Groucho !, texte de Michèle Moreau, Didier Jeunesse, 2015
- Qui veut sauver le caïmantoultan ?, texte de Claro, Tom'poche, 2015
- Le Cirque Gaga, texte de Christophe Loupy, Milan, 2015
- La Vie des dinosaures, texte de Jean-Baptiste de Panafieu, Gallimard Jeunesse, 2015
- Le Petit Chaperon rouge, le loup et toi !, texte de Claire Clément, Milan, 2016
- Les Méchants !, texte de Simon Grangeat, Sarbacane, 2016
- Au panier !, texte de Henri Meunier, Le Rouergue, 2016
- La jeune fille au visage de pierre, texte de Praline Gay-Para, Actes Sud junior, 2016
- Un anniversaire magique, texte de Ghislaine Biondi, Milan, 2016
- J'apprends à me relaxer, texte de Gilles Diederichs, Nathan, 2017
- Ma cousine et moi, on a refait le monde, texte Alex Cousseau, Sarbacane, 2017
- Le Raboultaf, texte de Yann Walcker, Gallimard Jeunesse, 2017
- Valse de Noël, texte de Boris Vian, Grasset Jeunesse, 2017
- Dans la boutique de Madame Nou, texte de Jo Witek, Actes Sud junior, 2018
- Quels bavards, ces animaux ! texte de Fleur Daugey, Actes Sud junior 2018
- Les crocos n'aiment pas le O, texte de Pascal Brissy, Milan, 2018
- Zou Caribou, texte de Marie-Sabine Roger, Tom'poche, 2018
- Loup ne sait pas compter, texte de Nadine Brun-Cosme, Flammarion jeunesse, 2018
- Les comptines de Madame Loiseau, texte de David Dumoutier, Actes Sud junior, 2019
- Un ascenseur pour la lune, texte de Annabelle Fati, Milan, 2019
- La Moufle, Milan, 2019
- Cap de nous faire rire, Milan, 2019
- Le petit chevalier Naïf, texte de Michel Bussi, Langue a uchat, 2020
- Mirabelle Prunier, texte de Henri Meunier, Rouergue, 2020
- Bonne année petit dragon !, Nathan, coll. « Kididoc », 2020
- Pas sûr que les cow-boys s'embrassent : histoires courtes, texte de Henri Meunier, Actes Sud junior, 2021
- Deux frères dans la neige[12], texte de Raphaële Frier, Sarbacane, 2023
- Moitié moitié [13], texte de Henri Meunier, Rouergue 2023
- Par Hasard  , texte de Didier Baraud et Christian Demilly, Actes Sud jeunesse 2023
- Bo et Ma : grand dimanche, petits oublis[14], texte de Henri Meunier, Casterman, 2025

### Séries
- Les Copains du CP, texte de Mymi Doinet, Nathan :
  - Tu flottes, Carotte !, 2015
  - Tu es dans la lune, Roméo !, 2015
  - Dis un mot, Tino !, 2014
- Les Trop Super, texte de Henri Meunier, Actes Sud junior :
  - Le monde selon Grosantox, 2022
  - Morse Attack, 2021
  - Peter le poussin, 2018
  - Kacasting le grand, roi des castors, 2017
  - Julietta, la méduse amoureuse, 2017
  - Robank des bois, 2016
  - Tictac le coucou toc-toc, 2016
  - Les Sept sœurs Dolly, 2016
  - Le complexe d'Adèle, 2015
  - Tyranik l'ours, 2015
  - La Trouilleuse fantôme, 2015
  - Jurassic poule, 2015

Autre
- La petite famille, avec Lili Scratchy, La maison est en carton, 2011 - cartes de fantaisies

## Exposition
- 2009 Exposition de dessins et céramiques, Librairie L'Imagigraphe Paris
- 2010 Exposition de céramiques et illustrations, Galerie Voskel Paris
- 2010 Exposition de céramiques et illustrations, Galerie Doux Dimanche Tokyo
- 2011 Exposition de céramiques, Espace Beaurepaire Paris
- 2014 Exposition Winter Show, Galerie Arts Factory Paris
- 2014 "Paysages" Exposition céramiques, Librairie Artazart Paris
- 2017 "Love me tender" Exposition céramiques, Festival Pictoplasma  Berlin
- 2017  Exposition "Child War", Galerie Arts Factory Paris
- 2017 "Ceramicas Frescas", Exposition de céramiques, Librairie Artazart Paris
- 2018 : « Nos futurs », Salon du livre et de la presse jeunesse de Montreuil[1],[15]
- 2019 Exposition de dessins et céramiques, Galerie Arts Factory Paris
- 2022 Exposition céramiques " Terra chimera", Galerie Arts Factory Paris
- 2023 Exposition céramiques " Autoportrait dans un cercle d'amis " Espace Gainville , Aulnay
- 2023 Biennale Emergences , Exposition céramiques , Pantin

## Biographie
- Interview par Frédéric Bosser, « Nathalie so Choux ! », Les Arts dessinés, n°26, avril-juin 2024.